# Жан-Франсуа де Труа
Жан-Франсуа де Труа (фр. Jean-François de Troy; 27 січня 1679, Париж, Королівство Франція — 26 січня 1752, Рим, Папська держава) — французький художник рококо, син та учень Франсуа де Труа (1645—1730). Директор Французької Академії в Римі.

## Життєпис
Де Труа навчався у свого батька, Франсуа де Труа. У 1699—1706 він відвідав Італію, де на нього велике враження справили картини великих венеційських художників Паоло Веронезе і Тінторетто. Брав участь в конкурсі на Римську премію. Після повернення в Париж, він у 1708 був прийнятий в Академію за картину «Аполлон і Діана, вражаючі стрілами дітей Ніоби» (Монпельє, музей Фабра). У ній художник ще віддає данину мистецтву Лафосса.

### Творчість
Ранні картини де Труа відзначені також сильним впливом Гверчіно («Сусанна і старці», 1715, Москва, Музей образотворчих мистецтв ім. А. С. Пушкіна, «Лот з дочками», «Сусанна і старці», 1721, Санкт-Петербург, Ермітаж). Ці теми стануть характерні для всього подальшого творчості художника, який в своїх галантних, алегоричних, міфологічних і релігійних творах обирав такі сцени, іконографія яких дозволяла зобразити оголені жіночі фігури («Вакх і німфи» та «Вакх і Аріадна», Берлін-Далем, музей: «Вірсавія», 1727, Анжер, музей; «Сусанна і старці», 1727, Руанський музей образотворчого мистецтва; «Лот з дочками», 1727, Орлеан, музей образотворчих мистецтв; «Смерть Лукреції» і «Смерть Клеопатри», 1731 , Страсбург, Музей образотворчих мистецтв), «Аполлон і Дафна», «Народження Венери», «Юпітер і Леда» і «Юпітер і Калісто» (Берлін, Шарлоттенбург).
У 1716 де Труа був призначений помічником професора, а в 1719 році став професором Академії живопису та скульптури. Він був, по суті, історичним живописцем, але створив також ряд пейзажів та портретів. Деякі приписувані йому твори виконані насправді його батьком. Серед ранніх картин художника слід згадати жанрові сцени, що зображують світське галантне суспільство, до якого він належав («Розв'язана підв'язка», «Визнання в будуарі», Нью-Йорк, збори Райтсмен; «Тривога», Лондон, музей Вікторії і Альберта, «Суспільство в парку», 1731, Берлін, Шарлоттенбург). Його замовниками були багато важливі персони і навіть сам король. Так, у Версалі він написав полотно для кімнати королеви (1734), брав участь у створенні серії з дев'яти сцен «Екзотичного полювання», замовленої в 1736 для малих апартаментів короля («Полювання на лева», Ам'єн, музей Пікардії), а для їдальні написав «Сніданок з устрицями» (Шантійі, Музей Конде; пандан до картини Ланкре). Для їдальні у Фонтенбло він виконав «Сніданок на полюванні» і «Полювання на оленя» (1737, ескіз Лондон, Збори Воллеса). Зневірившись отримати замовлення на великі декорації, де Труа запропонував картони для мануфактури гобеленів.
У 1736 він предствіла вісім ескізів «Історія Есфірі» (приватне зібрання), написаних легкими мазками, у вільній манері; вони лягли в основу картонів (Париж, Лувр), створених художником в Парижі, а потім у Римі в 1737—1740. Ця серія мала величезний успіх (зокрема, «Тріумф Мордехая») і стала чудовим зразком мистецтва де Труа; великі театральні композиції, іноді кілька пустельні і спрощені, але виконані дуже віртуозно; за колоритом вони близькі Ван Дейку, а по своїй помпезності та динамізму — Рубенса («Історію Марії Медичі» де Труа міг бачити в Люксембурзькому палаці).
В 1737 році помер Нікола Флейгельс, директор Французької Академії в Римі. У 1738 році де Труа призначений директором Французької академії в Римі та у серпні 1738 він прибуває до Риму. У 1740, після закінчення «Історії Есфірі», він стає членом Академії Святого Луки за картину «Ромул і Рема» (Рим, Академія св. Луки). Успіх «Історії Есфірі» спонукав художника до створення нової серії картонів для шпалер. У 1743 він відправив до Парижа сім ескізів, що зображують «Історію Ясона і Медеї», які були з інтересом зустрінуті критикою (Лондон, Нац. Гал.; Бірмінгем, Барберовскій інститут; приватне зібрання). Картон (музеї в Ле Пюї, Клермон-Феррані, Тулузі і Анжері), нерідко сильно відрізняються від початкового задуму, були виконані у 1743—1746 і виставлені в Салоні у 1748 році. Прийом був прохолодний, почасти тому, що розкішні композиції вже вийшли з моди, почасти тому, що фантазія художника зменшилась.
Де Труа працював також для римських церков («Воскресіння» і «Мадонна з блаженним Ієронімом Еміліану». Його останніми творами стали «Несення хреста», «Мучеництво св. Стефана» і «Моління про чашу», що призначалися для собору в Безансоні, де вони знаходяться і сьогодні. Де Труа був чудовим педагогом. Шановний своїми учнями, він надавав їм повну свободу.
Останні роки життя де Труа були затьмарені сваркою з маркізом де Маріньї. У 1751 році художника замінив на його посаді Шарль-Жозеф Натуар. Але де Труа не виїхав з Риму, де і помер 24 січня 1752.

## Картини

Картини Жан-Франсуа де Труа
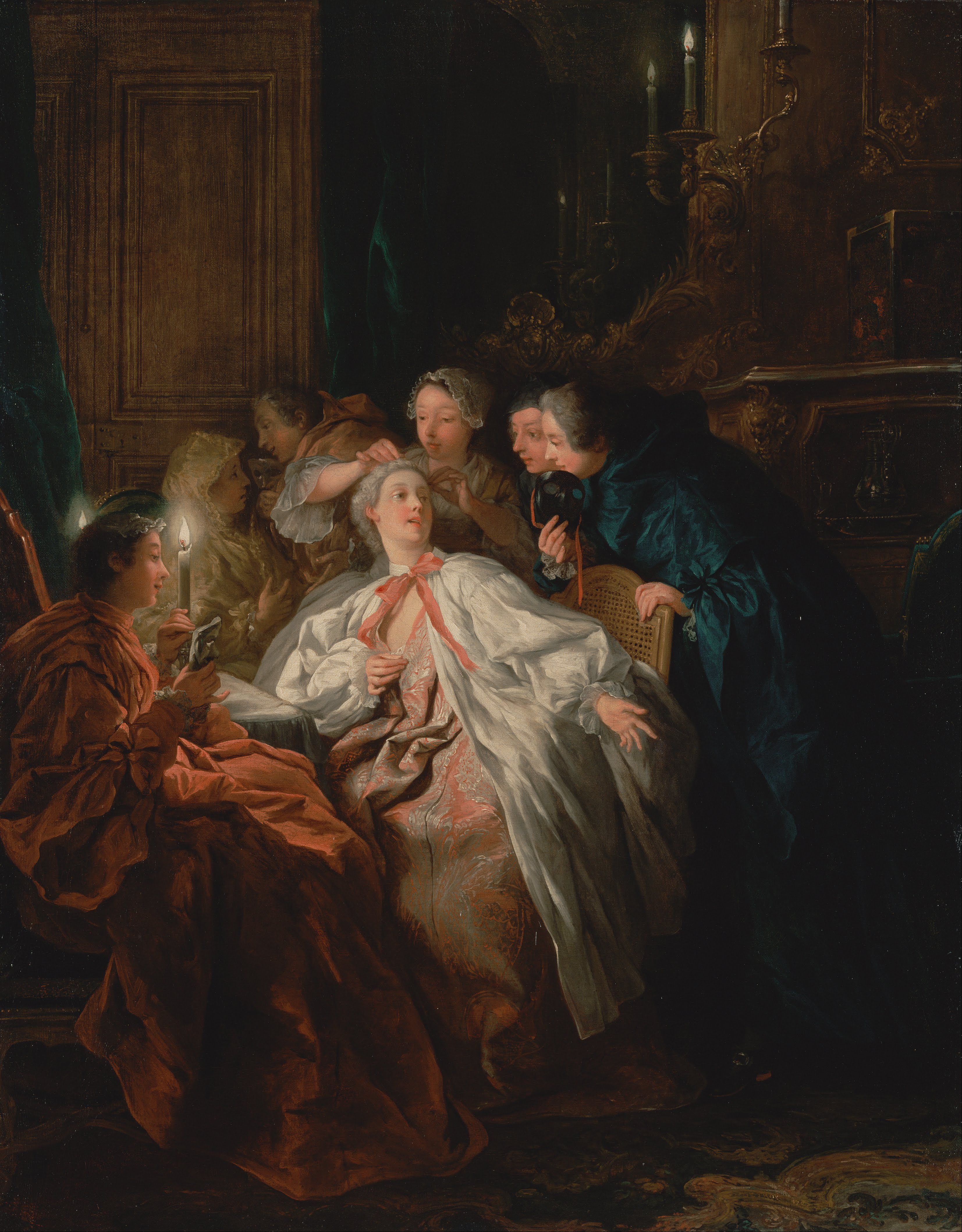
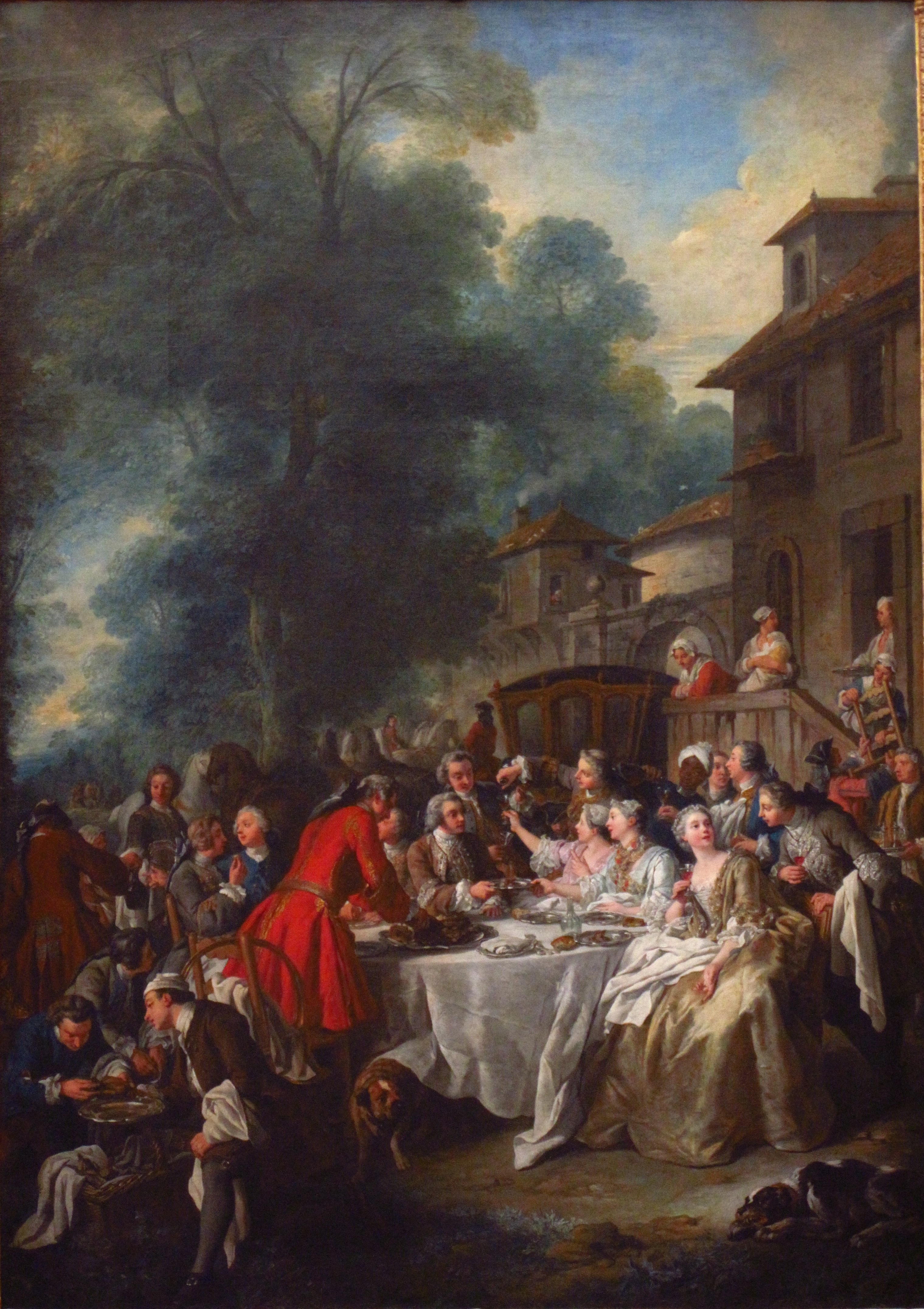
Сніданок на полюванні
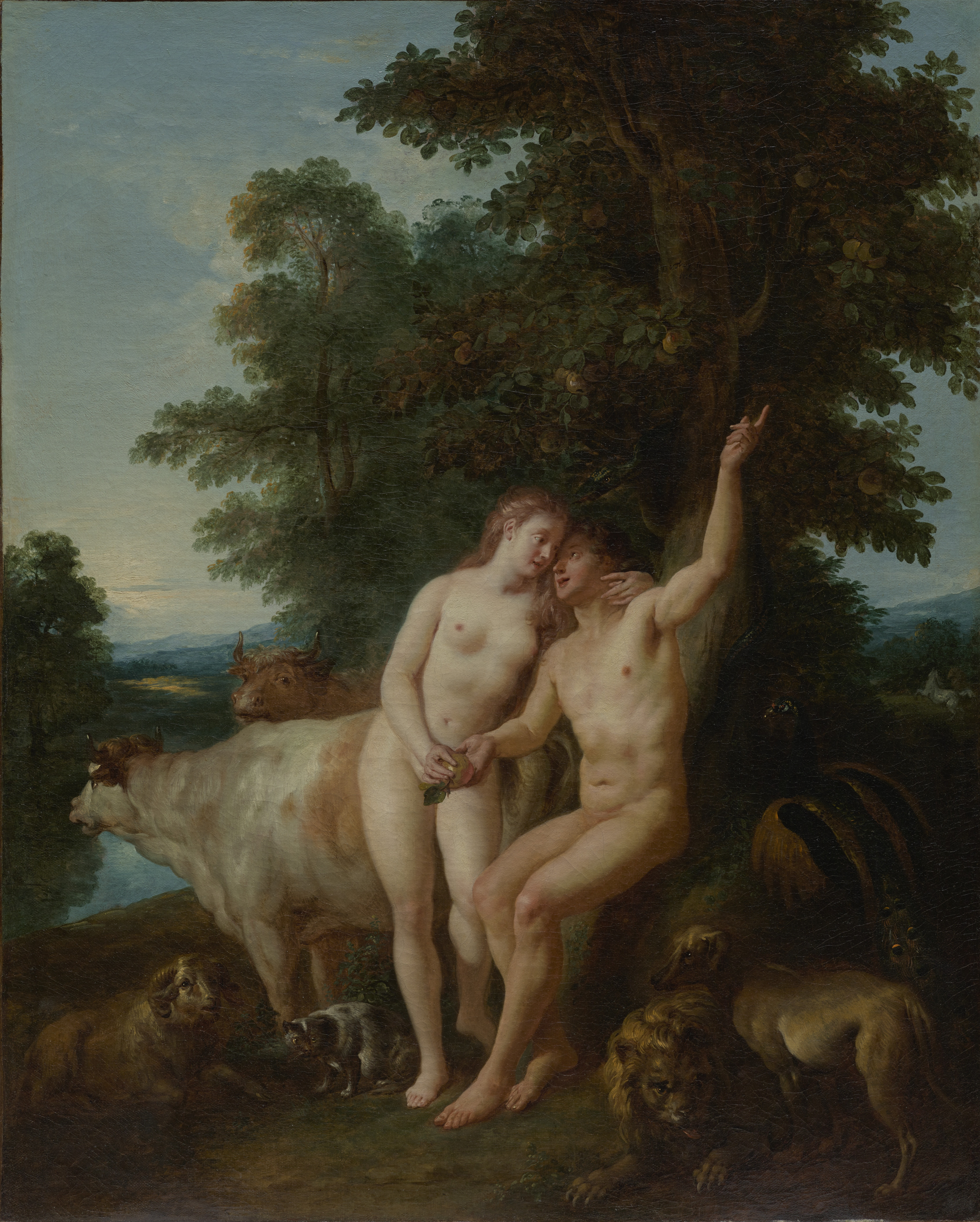
Адам і Єва, 1718
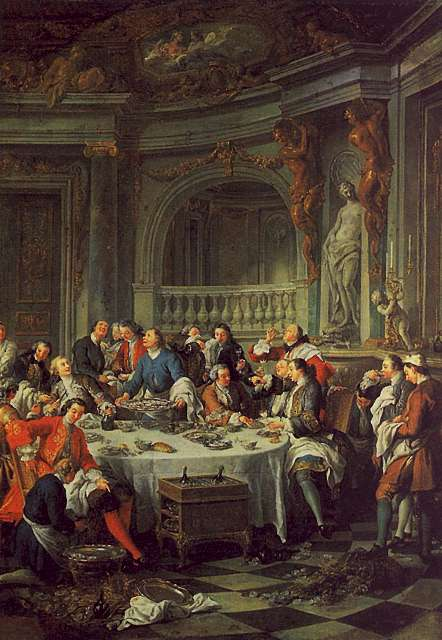
Обід. 1735
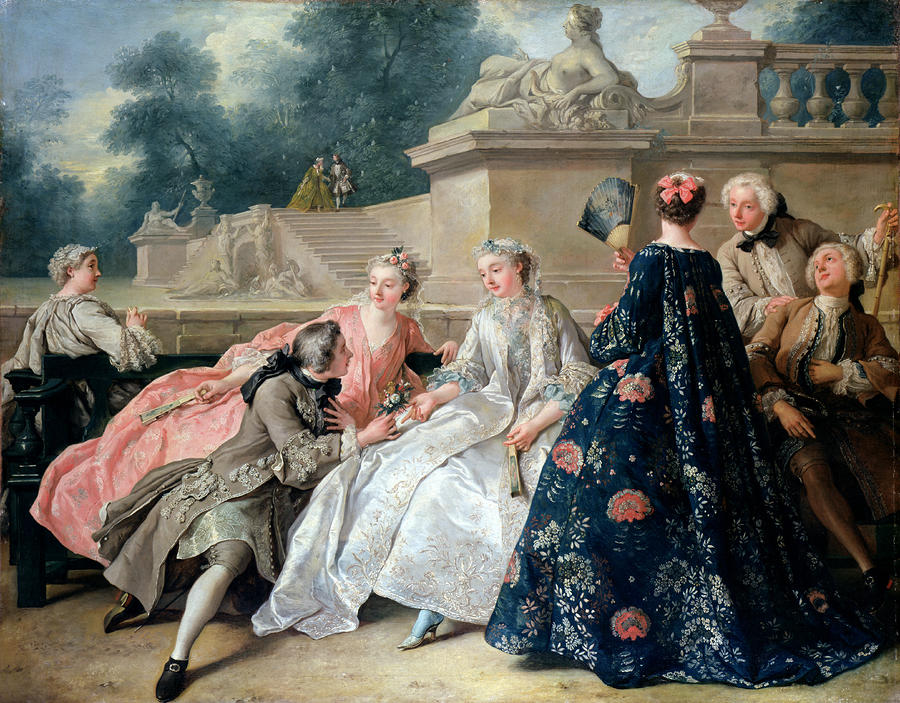
Зізнання в коханні
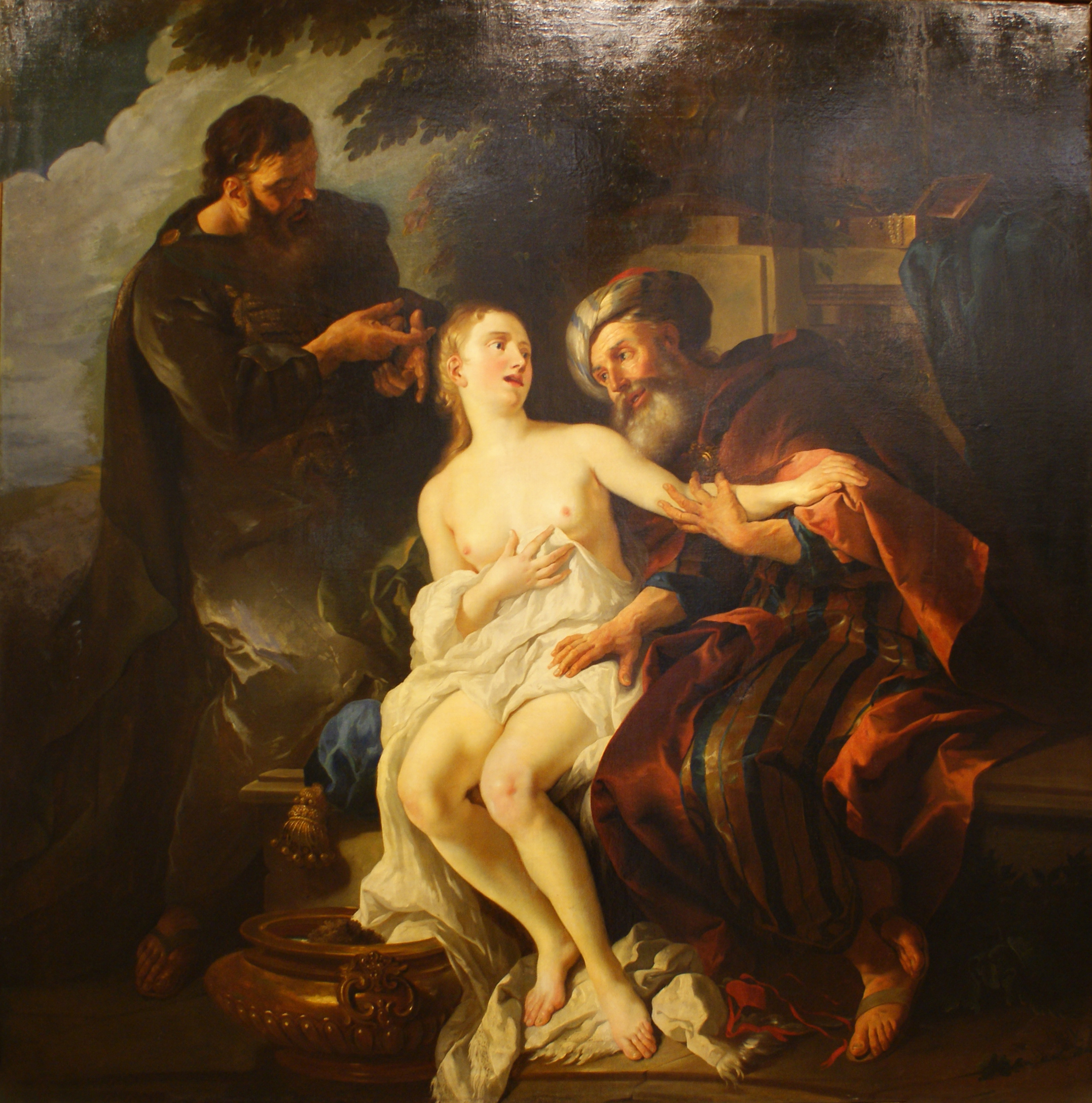
Сусанна і старці, 1715
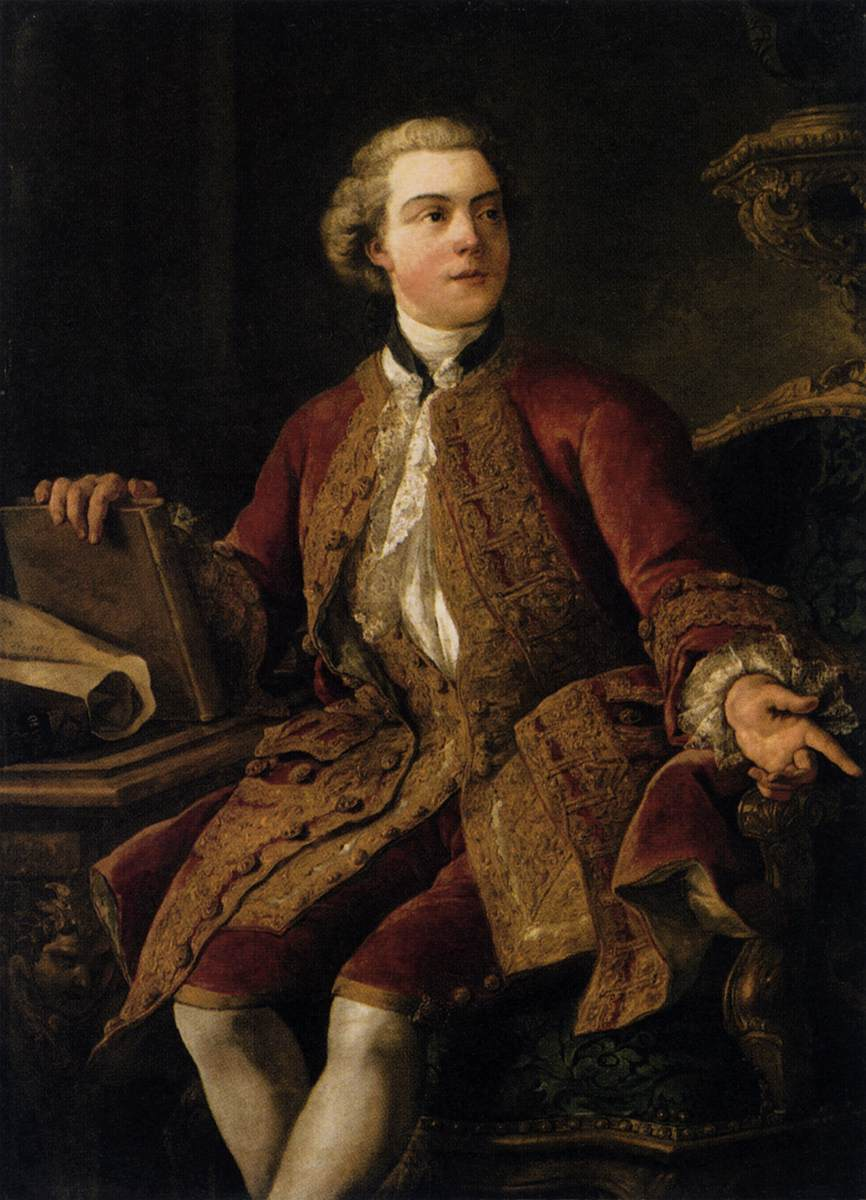
Маркіз Маріньї, 1750
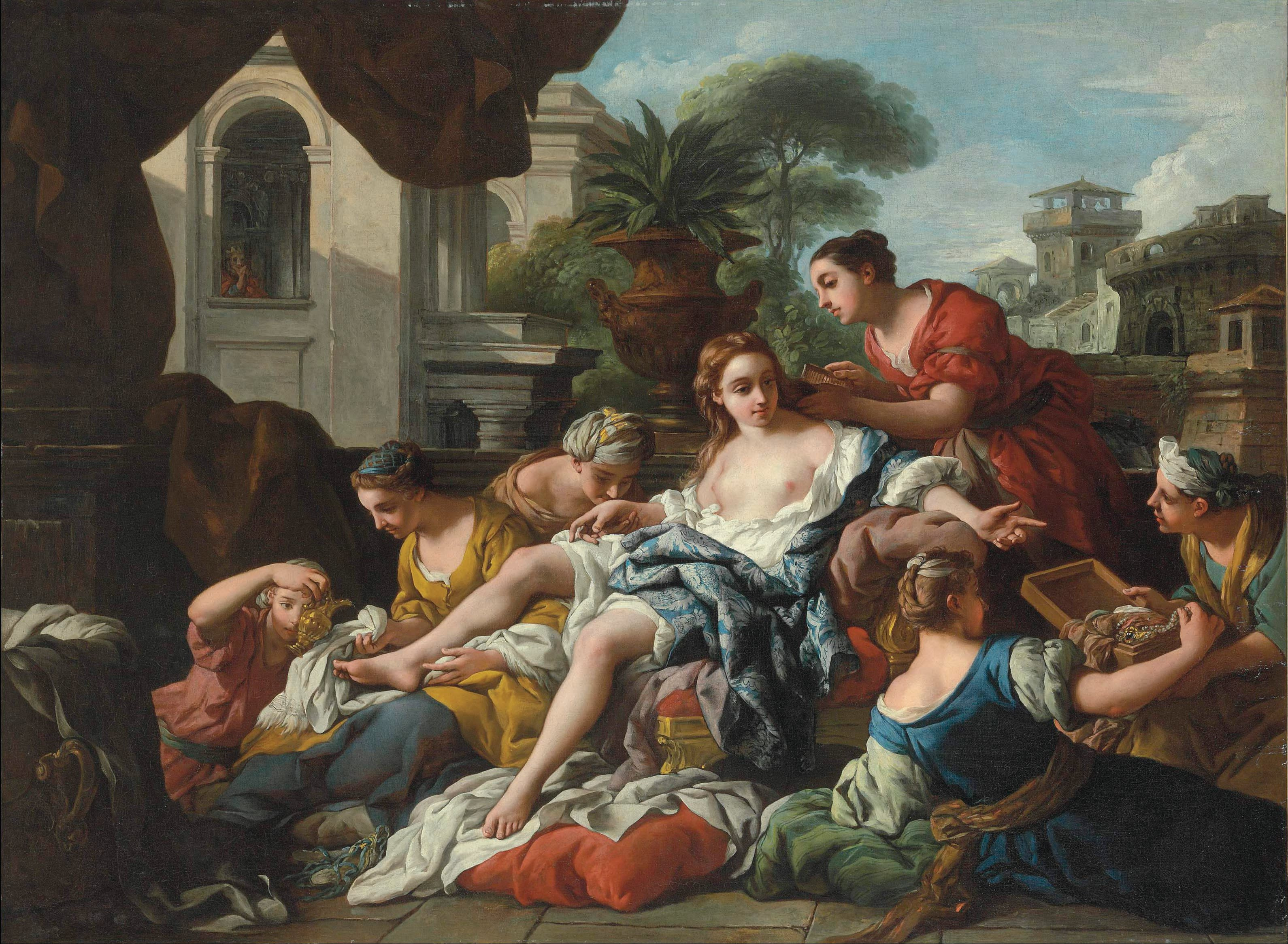
Вірсавія